# Lanolina
La lanolina (paraula derivada del llatí lāna = llana + oleum = oli) és una substància greixosa groguenca secretada per les glàndules sebàcies dels animals amb llana als quals els serveix per no quedar completament xops quan es mullen, encara que la majoria prové de la llana de l'ovella domèstica i és un subproducte de la neteja de la llana. Químicament es tracta d'una cera. Es fa servir com untura de la pell o com a cera hidròfuga, també en productes netejadors del calçat. Algunes races d'ovella tenen tanta lanolina que s'obté fàcilment esprement la llana entre corrons.

## Química
La lanolina és una cera i, per tant, una barreja d'èsters i àcids grassos amb alcohol. S'han identificat en la lanolina més de 180 àcids i 80 tipus d'alcohols. El punt de fusió és a uns 40 °C. És insoluble en aigua però hi forma emulsions estables.

## Usos

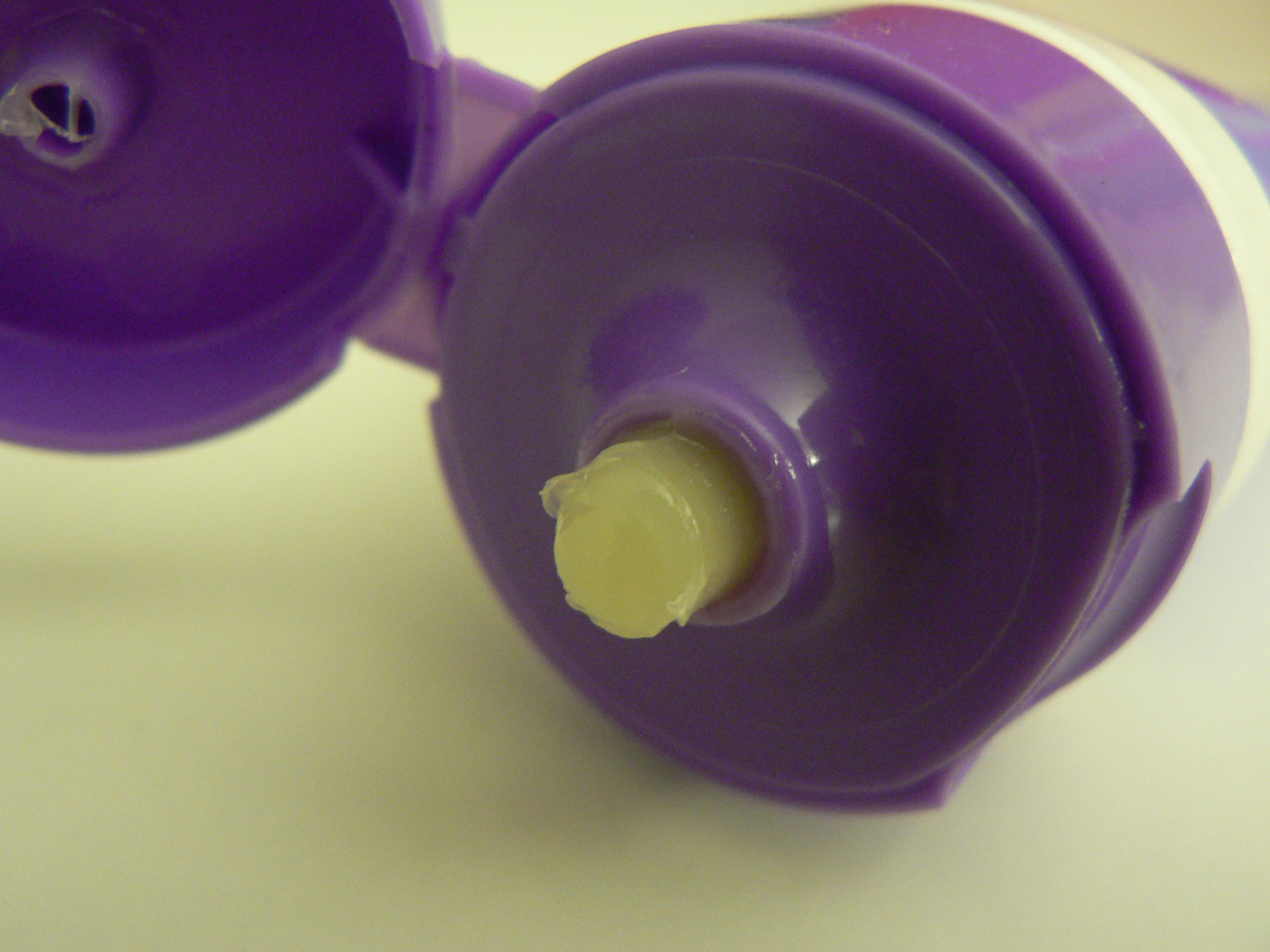
Lanolina en pot

La Lanolina té moltes aplicacions que van des de prevenció del rovellament (oxidació) de metalls a cosmètics i lubricants. Un ús curiós és del d'evitar que els percebes s'enganxin a les superfícies dels vaixells.
La lanolina sense aigua (anhidra) és un lubricant d'instruments musicals.
En medicina la lanolina es fa servir en la pell, com hipoal·lergènica i bacteriostàtica. Resulta també efectiva com a emol·lient en aplicar-la als mugrons irritats o ressecs de les dones que alleten o en barra de llavis per protegir el llavis dels agents exteriors, en ferides i en abrasions de la pell.
També s'utilitza com material de base per produir vitamina D3.
En cosmètica, entra també en la composició de cremes i escumes d'afaitar.

## Producció
La lanolina en brut és entre el 5-25% del total de la llana. En una ovella, de raça Merina, se n'obté 250-300 ml. L'obtenció es fa a base de rentar en aigua calenta la llana amb un detergent especial per treure les impureses i una posterior per centrifugació.